# Hristu Chiacu
Hristu Chiacu (n. 6 septembrie 1986, București, România) este un fotbalist român care a evoluat ultima oară în 2017 la Academica Clinceni.

## Carieră
Chiacu a început să joace fotbal ca junior la clubul din orașul său natal, Dinamo București. Cariera ca profesionit și-a început-o la Unirea Urziceni, unde a marcat 1 gol în 2 meciuri.
În 2004 s-a transferat la un alt club din București, Electromagnetica. După câteva luni a fost observat de FC Național. Acolo, și-a făcut debutul la Național București contra Politehnicii Timișoara. A marcat 2 goluri în 17 apariții pentru a treia sa echipă din cariera sa care are sediul în București.
La cererea lui Dan Petrescu, Chiacu s-a transferat pentru prima dată în străinătate, la Wisła Cracovia, unde a marcat 1 gol în 11 apariții. După aventura din Polonia, Chiacu s-a întors la clubul care l-a învățat fotbal, Dinamo, unde a jucat doar 10 meciuri, fiind împrumutat majoritatea timpului.
După un singur sezon a început să fie împrumutat de fiecare dată. Prima oară în cariera sa, a fost împrumutat la Dacia Mioveni, unde a jucat 10 meciuri. În vara anului 2008, Chiacu a fost împrumutat pentru a doua oară. De această dată la o rivală a lui Dinamo, CS Otopeni, unde a marcat 1 gol în 17 apariții.
În 2009 a fost împrumutat la Astra Ploiești, dar doar pentru câteva săptămâni.
După nereușita de la Ploiești, a fost împrumutat pentru 2 ani la Poli Timișoara. Acolo unde a marcat 5 goluri în 21 de meciuri. Aceștia au fost anii din cariera sa de atacant.
În ianuarie 2011, Poli Timișoara l-a trimis înapoi la Dinamo din cauza evoluțiilor slabe. Atunci, Chiacu a preferat să fie împrumutat în străinătate. De data aceasta, ajungând la echipa din Azerbaidjan, Khazar Lankaran. Acolo a jucat 12 meciuri și a marcat 3 goluri la a doua sa echipă din străinătate. La finalul sezonului, Khazar nu l-a mai vrut și a fost împrumutat la Ceahlăul Piatra Neamț, unde a prins echipa de 7 ori.
Ultimul său împrumut a fost la Concordia Chiajna, unde nu a evoluat din cauza unei perioade proaste și a fost trimis înapoi la Dinamo care l-a lăsat liber de contract. După un an în care nu și-a găsit echipă, Chiacu semnează în vara anului 2013 cu Săgeata Năvodari.

## Legături externe
- Profil pe romaniansoccer.ro